# Adolf (Odolanus)
Adolf (Odolanus) (ur. ?, zm. ?) – dzielnicowy książę lutycki?, syn Kazimierza I, księcia pomorskiego, szczecińskiego i dymińskiego z dynastii Gryfitów.

## Pochodzenie
Data jego narodzin i śmierci jest nieznana. Wiadomo tylko, że przeżył swojego ojca na co wskazuje dokument Anastazji i wiadomo, że zmarł w młodym wieku, o czym świadczą późniejsze dokumenty, które pomijają jego imię.
Filiacje z dynastią Gryfitów wciąż budzą wątpliwości. Wczesnonowożytna historiografia zaliczała jego do dynastii Gryfitów (T. Kantzow), XIX-wieczna do bocznej linii Gryfitów – Świętoborzyców (Heintze, F.W. Barthold). Za ostatnim poglądem również opowiedział się niemiecki historyk M. Wehrmann. Współczesny mediewista G. Labuda wskazywał na pokrewieństwo I stopnia z Kazimierzem I. Poparciem jego tezy miał być wystawiony dokument z 1176, w którym książę dymiński wymienił żonę i dzieci, w tym Adolfa oraz dokument z nadań księżnej Anastazji (1188). W literaturze przedmiotu pojawiły się również sugestie o pochodzeniu Adolfa ze związku pozamałżeńskiego. E. Rymar, genealog w Rodowodzie książąt pomorskich uznał Adolfa (Odolanusa) jako syna Kazimierza I.

## Władza nad dzielnicą lutycką?
Adolf (Odolanus), domniemany, dzielnicowy książę lutycki został wymieniony w dokumencie z 18 marca 1188 przy nadaniach Anastazji, wdowy po Bogusławie I, jako Odolanus de Livticia, filius Kazimari U E. Lubinusa znany jako Odolphus Domicellus. Gerard Labuda opierając się na dokumencie źródłowym opowiedział się za tym, że młody książę, jako członek rodu panującego miał wydzieloną dzielnicę lutycką i sprawował nad nią samodzielne rządy. Miało to miejsce w okresie rządów Bogusława I, który mimo sprawowanej władzy nad przejętym Księstwem Dymińskim, po zmarłym bracie Kazimierzu I nie ograniczał władzy Adolfowi w jego dzielnicy.
Przeciwko poglądom wystąpił J. Spors, historyk, który uważał, że Adolf (Odolanus) nie posiadał wydzielonej dzielnicy. Jego zdaniem określenie łacińskie de Livticia zostało dopisane w dokumencie, w późniejszym czasie. Badacz również wskazywał, że błędem jest kwestionowanie informacji przekazanej przez Saxo Gramatyka, który w swym przekazie napisał, że Bogusław I zagarnął dziedzictwo brata. Argumentem na poparcie tej hipotezy była konfirmacja nadań dokonanych przez Kazimierza I w dokumencie z 1182, w którym Bogusław I powoływał się na "konsens" nad nie posiadającymi jeszcze wieku sprawnego synów. Według badacza wykluczało to sprawowanie władzy zwierzchniej nad dzielnicą lutycką. Współczesne badania także wskazują, że posiadanie dzielnicy lutyckiej przez młodego księcia jest wątpliwe. Historycy skłaniają się do określenia bardziej jako uposażenia niż wyodrębnionej dzielnicy.
Adolf zmarł w stanie bezżennym.

## Genealogia
| Warcisław I ur. ok. 1091 zm. najp. 9 VIII 1135 | Warcisław I ur. ok. 1091 zm. najp. 9 VIII 1135 |                                                   |                                                   | Ida? ur. ? zm. 1136 | Ida? ur. ? zm. 1136 |  |  | Adolf II? ur. ? zm. ? | Adolf II? ur. ? zm. ? |                |                | Matylda ze Schwarzburga? ur. ? zm. ? | Matylda ze Schwarzburga? ur. ? zm. ? |
|                                                |                                                |                                                   |                                                   |                     |                     |  |  |                       |                       |                |                |                                      |                                      |
|                                                |                                                |                                                   |                                                   |                     |                     |  |  |                       |                       |                |                |                                      |                                      |
|                                                |                                                | Kazimierz I dymiński ur. przed 1135 zm. X–XI 1180 | Kazimierz I dymiński ur. przed 1135 zm. X–XI 1180 |                     |                     |  |  |                       |                       | NN ur. ? zm. ? | NN ur. ? zm. ? |                                      |                                      |
|                                                |                                                |                                                   |                                                   |                     |                     |  |  |                       |                       |                |                |                                      |                                      |
|                                                |                                                |                                                   |                                                   |                     |                     |  |  |                       |                       |                |                |                                      |                                      |
|                                                |                                                |                                                   |                                                   |                     |                     |  |  |                       |                       |                |                |                                      |                                      |

|  |  |  |  | Adolf (Odolanus) (ur. ?, zm. ?) |